# 游邃
游邃，西晋、五胡十六国時代人物。

## 生平
他是出身广平郡任县的漢人，出任晋朝昌黎郡太守。
永嘉之乱中原动荡之际，他与魏郡人黄泓、曾任昌黎郡太守的逄羨、宋晃之父宋奭等人逃往幽州薊县避難。統治幽州的司空王浚多次致信游邃之兄游暢，多次致信幕僚。游暢想要加入王浚麾下，但游邃却说：“彭祖（王浚之字）刑法政务不修，华人、戎人都叛离了他。以我的推测，他的统治不会长久。哥哥暂待一段时间等等看。” 游畅说：“王浚残忍多疑，近来流民北上背离王浚，他命令部下追杀。现在亲笔写信，态度殷勤，我停留不去，将要牵累你。况且乱世当中，宗族应当分开，以望留下宗族的后代。”游邃于是同意了，游暢归顺了王浚，但后来他和王浚都被石勒俘虏，丢掉了性命。
游邃和黄泓一起归顺割据遼西的慕容部大人慕容廆。游邃等人受到了慕容廆宾客般的礼遇。建興元年（313年）四月，他被慕容廆作为股肱心腹。
大兴元年（318年）三月，他被任命为龍驤長史，参与慕容部儀法礼制的制定。大興四年（321年）十二月，东晋冊封慕容廆为辽东公，游邃与裴嶷一起被任命为長史。

## 广平游氏
始祖游述是三国時代曹魏的河南尹、大長秋。
王浚司馬游統，其弟石勒的主簿游綸是游邃的同族，与游暢、游邃齐名。
游暢之子游泓与游邃一样，在慕容部（前燕）任官，担任居就县令。
广平游氏在北魏时非常繁盛，尚書游明根、其子尚書右僕射游肇、同族散騎常侍游雅等先后担任高官。